# Бархат амурский
Ба́рхат аму́рский, или аму́рское про́бковое де́рево, или (лат. Phellodéndron amurénse) — дерево; вид рода Бархат (Phellodendron) семейства Рутовые (Rutaceae).

## Название
На поверхности дерева образуется шершавый как бархат слой пробки, вследствие чего растение и получило своё название. Слово «бархат» восходит к средне-верхне-немецкому barchat — род ткани, от арабского barrakan — род одежды. Эпитет амурский присвоился растению благодаря описанию из бассейна  Амура. В Китае его называют «деревом чёрного жемчуга» — из-за гроздьев чёрных плодов, напоминающих связки жемчуга. На Дальнем Востоке бархат называют также пробковым деревом. Это оригинальное русское название либо перевод латинского наименования рода Phellodendron, от греческого phellos — пробка и dendron — дерево.

## Ботаническое описание

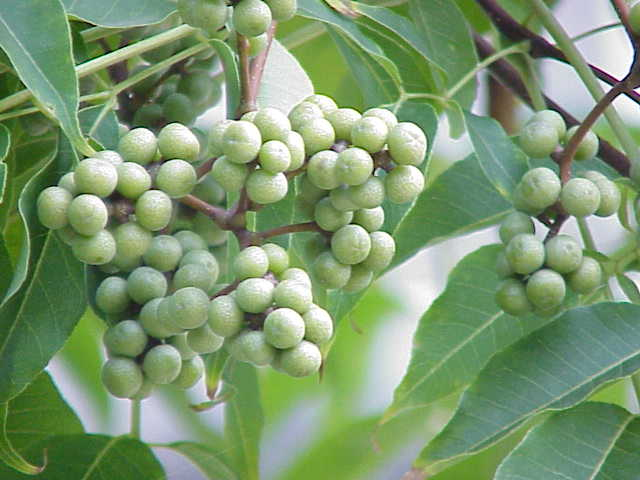
Незрелые плоды

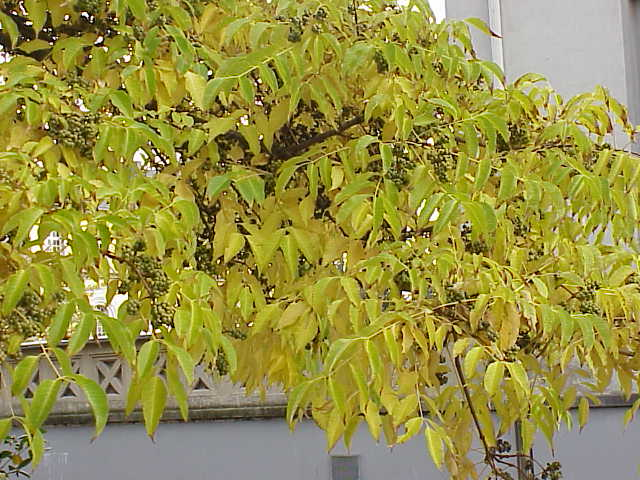

Двудомное листопадное дерево, достигающее 25—28 м в высоту и до 80—100 см в диаметре ствола. В районе Биробиджан — Хабаровск — Троицкое-на-Амуре высота деревьев редко превышает 18—20 м, а на севере и западе ареала —3—5 м. Крона в лесу высоко поднята, на просторе — шатровая, низкопосаженная.
Корневая система мощная, со стержневым корнем и отходящим от него горизонтальными и наклонными корнями, оканчивающимися сетью шнуро-образных ярко-жёлтых корешков. По другим данным корневая система не глубокая и поэтому бархат амурский страдает от почвенной засухи.
Кора пепельно-серая, очень декоративная, у молодых деревьев часто с серебристым оттенком, двухслойная: наружный слой — бархатистый, состоит из слоя пробки, толщина которого у крупных деревьев может превышать 5 см, внутренний — ярко-жёлтый, лубяной, резко отграниченный от коричневато-бурого ядра и имеющий специфический запах (присущий также растёртым листьям и плодам). Молодые побеги покрыты гладкой серой корой.
Листья состоят из 5—15 листочков длиною 15—25 см, непарноперистосложные, черешковые, очерёдные, в верхней части супротивные, напоминают по форме листья ясеня, но с более узкими пластинками и с характерным запахом. Листочки ланцетные, по краю мелкогородчатые, с неприятным запахом. Распускаются позднее, чем у других листопадных пород — в конце мая и даже в июне. Осенью зелёные листья постепенно приобретают яркую жёлтую окраску, порой — с оранжево-медным отливом.
Цветки мелкие (до 0,8 см в диаметре), невзрачные, желтовато-зелёные, правильные, пятичленные, однополые, собраны в метельчатые кисти, длиной до 12 см. Опыление производится насекомыми.
Плоды созревают в сентябре и представляют собой шаровидные чёрные, слегка блестящие костянки, обычно с пятью косточками, несъедобные, с резким специфическим запахом, до 1 см в диаметре. Семена полуовальные, почти чёрного цвета.В некоторые годы плоды могут не вызревать.
Плодоношение ежегодное. Дерево даёт до 10 кг плодов. Начинает цвести на 18—20-й год жизни. Цветёт на родине в конце июня — начале июля, около 10 дней.
1 кг содержит около 83 тыс. семян (вес 1000 семян 12,5 г). Выход чистых и сухих семян составляет от 10 до 14 % от веса сырых плодов. Доброкачественность дальневосточных семян 70—73 %. На 1 погонный метр высевают 2 г чистых семян и получают 50 саженцев.

## Разновидности и сорта
Phellodendron amurense Dode var. lavallei — кора пробковая, хотя и менее пробковая, чем у типичного P. amurense. Листочки овально-ланцетные, от семи до одиннадцати, с длинными тонкими точками, косо закругленные в основании, иногда резко суженные до острого клина, сверху тускло-зеленые, снизу средняя жилка и главные жилки с белыми волосками, края реснитчатые. Метелки опушенные. Уроженец Японии; введен в культуру в 1865 или 1866 г. посредством семян, собранных Сугава Тёносукэ и доставленных из Петербурга Регелем; повторно интродуцирован Уилсоном в 1918 г. Сначала он выращивался как P. amurense или P. japonicum и был выделен как вид в 1909 г. Доде, который составил свое описание на основе дерева, выращенного Лавалле в дендрарии Сегре.
Phellodendron amurense F. Schmidt var. sachalinense — некоторые относят к отдельному виду Бархат сахалинский. Этот сорт отличается от типичного P. amurense непробковой корой. Также листочки не реснитчатые или почти не реснитчатые, а соцветие почти голое. Другие отличия, отмеченные Сарджентом от деревьев в дендрарии Арнольда, заключаются в том, что листочки сверху тусклые, а зимние почки покрыты ржавым пухом (шелковистым у типичного P. amurense). Уроженец Японии, Сахалина и Кореи; интродуцирован из Японии в Дендрарий Арнольда, США, в 1877 г.
Phellodendron amurense Dode var. japonicum — некоторые относят к отдельному виду Бархат японский.
Phellodendron amurense var. wilsonii
Сорта:
- Eyestopper (Phellodendron amurense 'Longenecker') — сорт со средне-зелеными листьями, которые осенью становятся ярко-жёлтыми[20].
- Его Величество (Phellodendron amurense 'His Majesty') — гибрид P. amurense и P. sachalinense, крона веретенообразной формы, обычно дерево бесплодное[21].
- Мастер теней (Phellodendron amurense 'RNI 4551') — бесплодный сорт с раскидистой кроной[21].
- Мачо (Phellodendron amurense 'Macho') — бесплодный сорт с темно-зелеными листьями[21][22].
- Превосходство (Phellodendron amurense 'Supzam') — бесплодный сорт пирамидальной кроной[21].

## Распространение

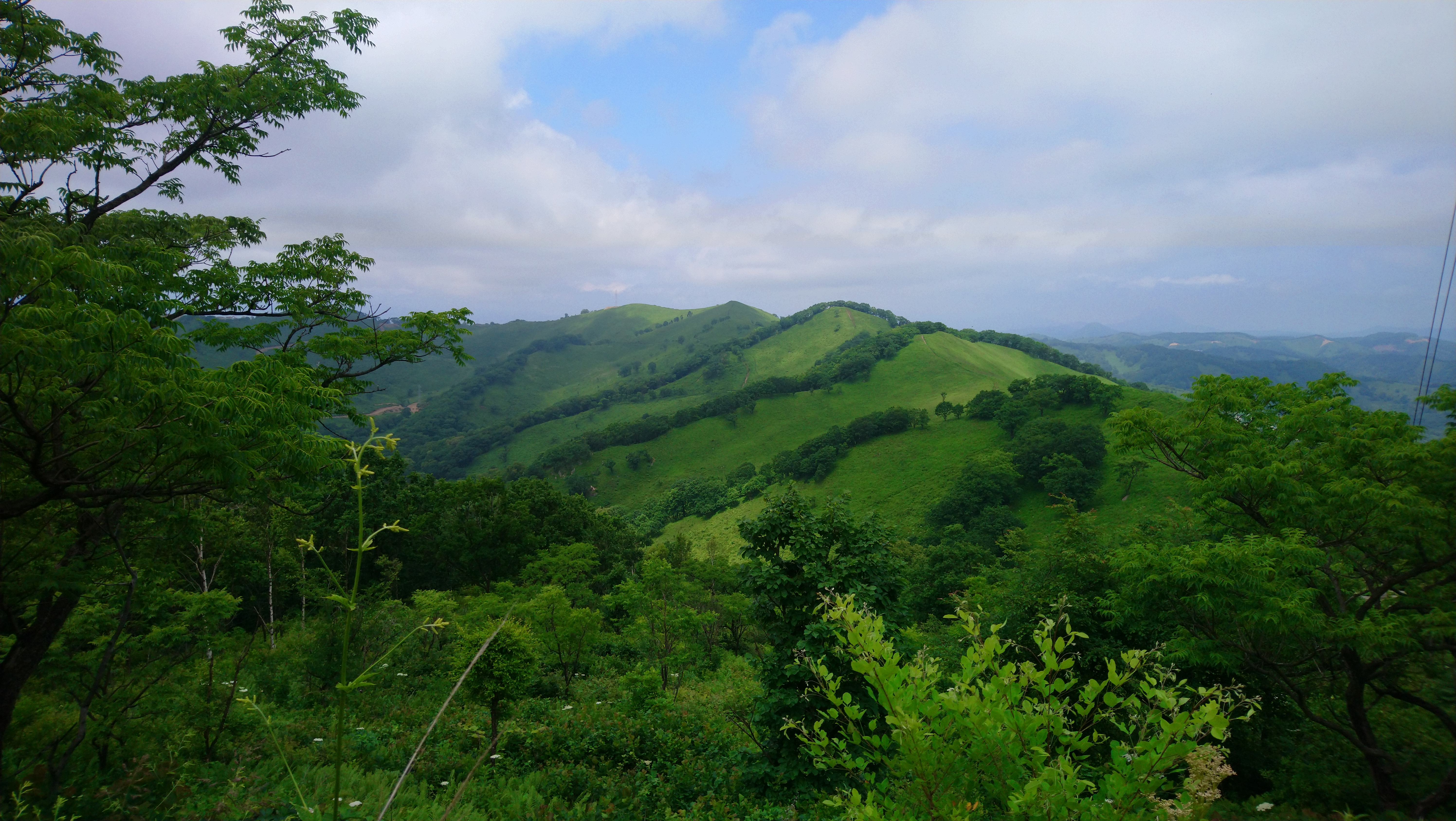
Юг Приморского края

Общее распространение Северо-Восточный Китай, Корейский полуостров, Япония. На российском Дальнем Востоке распространён в Приморском и Хабаровском краях, в Амурской области. В третичный период бархат был распространён значительно шире, в настоящее время является реликтом этой эпохи.
В России растёт преимущественно в долинных многопородных широколиственных лесах; иногда — на склонах гор и по склонам сопок, не выше 500—700 м над уровнем моря, где является примесью в составе хвойно-широколиственных и вторичных летнезелёных лесов.

## Экология

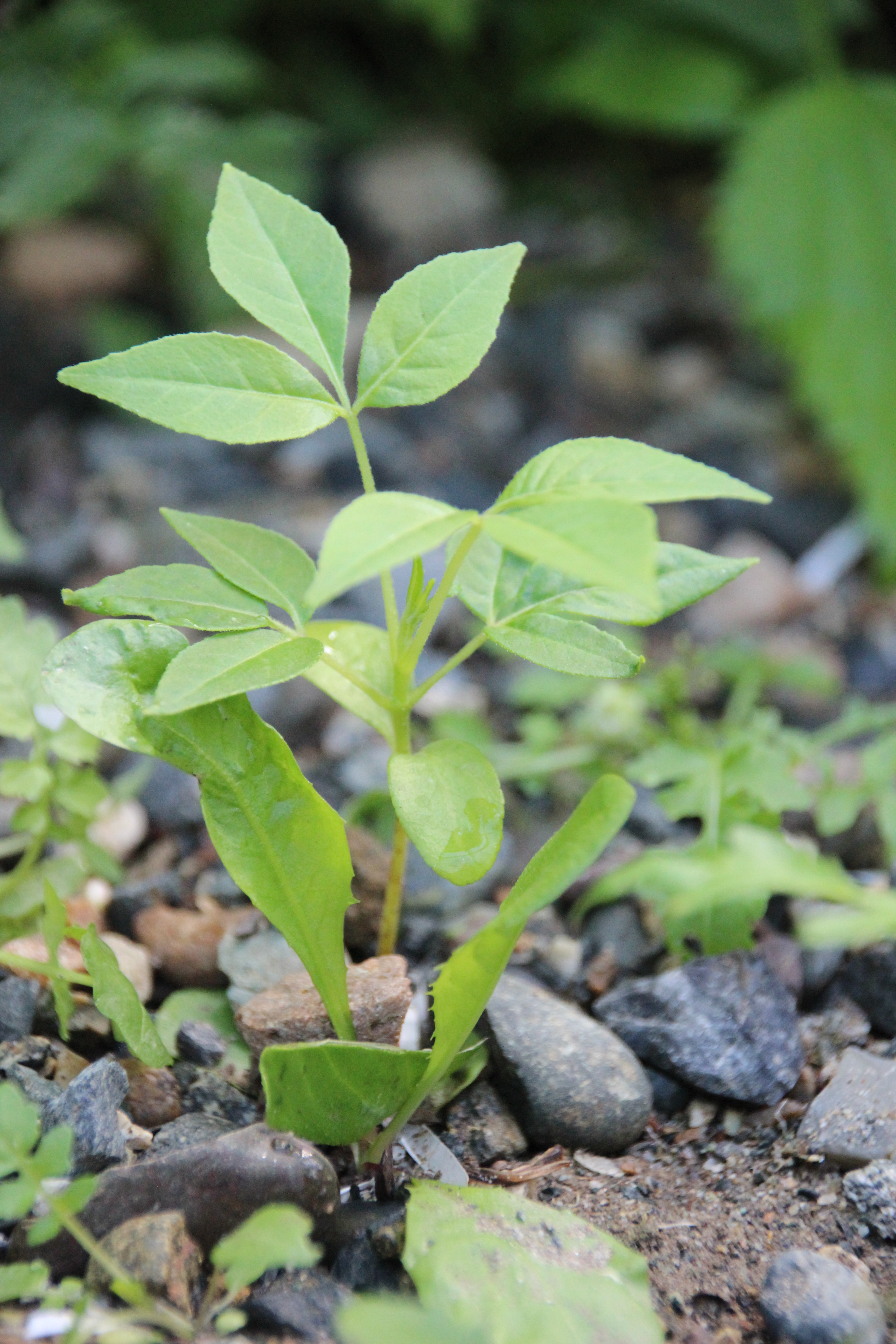
Однолетние всходы бархата в теплице

Требователен к почве. Лучшими для его роста являются почвы плодородные, глубокие, свежие, суглинистые, супесчаные и даже песчаные, но достаточно увлажнённые и богатые. Мирится с почвами довольно мелкими, но богатыми и подстилаемыми водопроницаемой прослойкой (щебнем и пр.). В средней полосе для него будут вполне пригодными почвы, соответствующие кисличным, лещиновым, липовым и дубовым древостоям различных пород. Опыт выращивания бархата в условиях степи показал, что эту породу можно широко разводить в зоне обыкновенных и мощных чернозёмов условиях европейской части бывшего СССР, на приазовских и предкавказских чернозёмах. Однако лучше всего растёт при посадке в более увлажнённых и выщелоченных местах (балки, котловины).
Бархат теплолюбив: листья распускаются во второй половине мая, листопад после первых осенних заморозков; первые годы жизни побеги часто побиваются заморозками. Светолюбив, лишь смолоду выносит умеренное отенение. Чувствителен к засухе и недостатку влаги в почве; жаркая и сухая погода во время цветения вызывает преждевременное осыпание опалённых зноем цветков. Выносит непродолжительный избыток влаги в почве (при условии дренажа), но застойного переувлажнения и заболоченности не терпит и на болотах не растёт. В чистых насаждениях в степи ажурная крона пропускает достаточно солнца и почва зарастает пыреем, что приводит к ранней суховершинности.
Для успешного роста и плодоношения в культуре можно допускать только боковое затенение его кроны другими породами. Лучшими сопутствующими породами следует считать липу мелколистную и клён остролистный, из кустарников клён татарский, лещина, ирга, жимолость, барбарис. Все они прекрасные медоносы и перганосы.

### Биологические особенности
Размножается семенами, порослью и корневыми отпрысками. Посев предпочтительно делать осенью; при весеннем посеве необходима стратификация семян в течение не менее трёх месяцев. Семена сохраняют всхожесть не более одного года. По другому источнику всхожесть сохраняется 2—3 года. Зелёными черенками разводится плохо. Чтобы получить хороший штамб, следует воспитывать деревья в густых культурах, так как на свободе молодые деревья склоны куститься и плохо переносят обрезку сучьев.
Растёт сравнительно быстро, но медленнее ореха и ясеня маньчжурского. Наибольший прирост в высоту (50 и более сантиметров в год) наблюдается в возрасте от 20 до 40 лет. В изреженных древостоях очень энергично прирастает по диаметру и уже в возрасте 80—90 лет имеет до 42—48 см на высоте груди с толщиной пробкового слоя около 3 см по радиусу. В 20-летнем возрасте достигает высоты 6—8 м, а в 120 лет — 22—25 м. В европейской части бывшего Советского Союза растёт и развивается лучше, чем на Дальнем Востоке. Лучший рост в данном случае обуславливается увеличением вегетационного периода примерно на один месяц. По одному источнику живёт до 150—200 лет, по другому до 300 лет.

### Болезни и вредители
По данным Леонида Любарского и Любови Васильевой, на бархате амурском найдены дереворазрушающие грибы: траметес жёстковолосистый (Trametes hirsuta), траметес разноцветный (Trametes versicolor), трутовик медово-жёлтый (Fomitopsis meliae), трутовик огайский (Fomitopsis ohiensis), трутовик плоский (Ganoderma applanatum), столбовой гриб (Gloeoporus sepiarium), глеопорус двухцветный (Gloeoporus dichrous), трутовик серно-жёлтый (Laetiporus sulphureus), лензит японский (Lenzites acuta), трутовик бархатовый (Oxyporus phellodendri), трутовик грязно-желтоватый (Oxyporus ravidus), пелопорус скаурус (Pelloporus scaurus), трутовик желтовато-бурый (Pelloporus gilous), феллинус точечный (обманчивый) (Pelloporus punctatus), трутовик ячеистый (Pelloporus alveolarius), трутовик изменчивый (Polyporus varius), трутовик пенообразный (Spongipellis spumeus), мерулиус кожистый (Merrulius corium), мерулиус дрожалковый (Merrulius tremmellosus), поростереум бархатовый (Porostereum phellodendri), ирпекс молочно-белый (Irpex lacteus), опёнок осенний (Armillaria mellea), опёнок зимний (Lammulina velutipes), плевротус бархатовый (Pleurotus  phellodendri), плевротус семгово-соломенный (Pleurotus salmonea-stramineus), Схицофиллум обыкновенный (Schizophyllum commune), летний опёнок (Kuhneromyces mutabillis), чешуйчатка золотистая (Pholiota aurivella), чешуйчатка взъерошенная (Pholiota squarrosa).

## Консортивные связи
На юге Дальнего Востока плоды амурского бархата являются «излюбленным кормом многих пернатых»: их поедают птицы 40 видов из 15 семейств. Помимо седого дятла, в круг основных потребителей входят голубая сорока, обыкновенный свиристель, японский свиристель, бледный дрозд, оливковый дрозд, сизый дрозд, дрозд Науманна, бурый дрозд, обыкновенный поползень и сибирская чечевица. Птицы большинства перечисленных видов, за исключением сибирской чечевицы и поползня, переваривают мякоть плодов.
При выращивание в культуре в Европе список потребителей плодов невелик: отмечено поедание его ягод обыкновенными свиристелями, дубоносами, поползнями, домовыми воробьями, чёрными дроздами и черноголовыми славками, из них многие (поползень, домовый воробей и дубонос) питаются не мякотью, а семенами. Нет информации о том, что плодам амурского бархата кто-либо из европейских птиц, кроме седого дятла, оказывал предпочтение при наличии других плодоносящих деревьев или кустарников. В Северной Америке плоды интродуцированного амурского бархата едят странствующие дрозды, способствуя расселению дерева.
В плодах и листьях много эфирного масла. Дикие животные, например, олени, медведи, енотовидные собаки, птицы, а также домашние коровы поедают плоды и листья бархата, особенно осенью, если страдают гельминтозом. Молоко от коров, поевших листья бархата, не прокисает в течение многих дней. Иван Губанов в сборнике «Дикорастущие полезные растения СССР» делает предположение, что эфирное масло бархата обладает не только антигельминтным, но и противогнилостными и бактерицидными свойствами.
По наблюдениям, сделанным в Лазовском заповеднике, пятнистые олени (Cervus nippon) весной объедают отдельные растения, летом поедают попутно с другими растениями, поздней осенью поедается хорошо, а в зимнее время является для них основным кормом.

## Хозяйственное значение и применение

### Лекарственное применение
С лечебной целью используются кора, луб, листья, плоды, которые содержат изохинолиновые алкалоиды (берберин), дубильные вещества, кумарины, сапонины. В корейской народной медицине ежедневное поедание двух — трёх свежих ягод считается полезным при сахарном диабете. Известно о применении препаратов, получаемых из этого дерева, в качестве тонизирующих, антисептических, жаропонижающих и кровоостанавливающих средств. В тибетской медицине отвар коры, луба применяют при аллергии, дерматитах, полиартритах, заболеваниях лимфатических узлов, болезнях почек, глаз.

### В пчеловодстве
Является хорошим медоносом, уступающим только липе, даёт мёд, который, как иногда считается, обладает противотуберкулёзными свойствами. Но медосборы с бархата удаются в редкие годы: жара и сухость во время его цветения иссушают («сжигают») цветки, а затяжные дожди в эту пору вымывают нектар из цветков и тормозят работу пчёл. Мужские цветки выделяют в 5—7 раз больше нектара чем женские. Этот факт стоит учесть при разведения бархата как медоноса. При благоприятных условиях на 1м² поверхности кроны цветущего мужского возраста насчитывали одновременно от 60 до 100 работающих пчёл. Мёдопродуктивность чистых насаждений 280—350 кг/га. За период цветения одно дерево в среднем выделяет 738 грамм сахара в нектаре.
Взяток с цветков бархата на Украине 16—18 кг мёда на одну пчелиную семью. На Дальнем Востоке в годы обильного цветения 8—12 кг на семью. Такую разницу можно объяснить тем, что в окультуренных лесах Украины на одном гектаре имеется 200—400, и иногда и 800 цветущих деревьев, а на Дальнем Востоке в дикой природе часть встречается лишь 2—4 дерева на гектар.

### Свойства древесины
Древесина с отчётливым разделением на ядро и заболонь; заболонь узкая, светло-жёлтая, ядро желтовато-золотистое, иногда несколько более тёмной — светло-коричневое или коричневое. Годичные кольца хорошо выражены. Имеет красивый цвет и очень выразительный рисунок, как в косом, поперечном, так и продольном срезах, прочна, хорошо обрабатывается, противостоит гниению, мало усыхающая.
Может использоваться для изготовления мебели, лыж, ружейных лож, рам, фанеры. Похожа на древесину ясеня, но несколько более тёмная. При тщательной полировке и при срезе острым ножом бархат амурский даёт красивый блеск. Объёмный вес 0,49 г/см³, сжатие вдоль волокон — 373 кгс/см², статический изгиб 712 кгс/см², ударный изгиб — 0,23 кгсм/см³, коэффициент объемной усушки (%) — 0,36.
Вторичная кора, образовавшаяся после первого съёма, нарастает быстрее первичной и лучше по качеству, так как с ней процент содержания промежуточной ткани гораздо ниже и она более упругая и эластичная. Проведённые опыты показали, что повторный съём коры возможен через 10—15 лет. Позже 1—15 августа съём коры не должен допускаться.
При использования древесины для колодезных срубов придаёт воде неприятный привкус.

### Пробконос
Основное хозяйственное использование бархата определяется наличием на его стволах и крупных ветвях толстого пробкового слоя, который можно снимать, не вызывая гибели дерева. Пробка идёт не только для укупорки сосудов с жидкостями, но главным образом для производства термо-, звуко- и электроизоляционных прокладок. Крошку и пыль пробки используют для выработки линолеума, линкруста и других строительных материалов. Из пробки делают поплавки для рыбных сетей, спасательные круги, нагрудники, а также сувенирные шкатулки и разные украшения.

### В культуре
Введён в культуру Ленинградским ботаническим садом Академии наук СССР из семян, привезённых академиком Карлом Максимовичем в 1856 году. с Дальнего Востока. Широко распространён от линии Санкт-Петербург — Киров — Томск — Иркутск — Хабаровск до южных границ бывшего Советского Союза. У северной границы культуры в молодости страдает зимой, с возрастом становится выносливым, везде плодоносит. В южных, засушливых районах несколько страдает от летней засухи. Разводится в специальных лесных культурах как пробконос. Изредка разводится в Западной Европе, Северной Америке и других странах с умеренным климатом.

### Прочее
Луб бархата амурского — резервный источник сырья для получения берберина, источник жёлтой краски для шёлка, хлопка и льна. Содержит до 18 % таннидов.

### Книги
- Альбенский А. В., Дьяченко А. Е. Разведение быстрорастущих и ценных деревьев и кустарников. — М.: СХГИЗ, 1940. — С. 33—37. — 224 с. — 10 000 экз.
- Введенский А. И. Род 846. Бархат — Phellodendron // Флора СССР = Flora URSS : в 30 т. / начато при рук. и под гл. ред. В. Л. Комарова. — М. ; Л. : Изд-во АН СССР, 1949. — Т. 14 / ред. тома Б. К. Шишкин, Е. Г. Бобров. — С. 232—233. — 790 с. — 4000 экз.
- Воробьёв Д. П. Дикорастущие деревья и кустарники Дальнего Востока. — Л.: Наука, Ленингр. отд., 1968. — С. 155—158. — 276 с. — 3000 экз.
- Гурский В. В. Амурский бархат и его выращивание в лесах украинской ССР. — М.: ГОСЛЕСБУМИЗДАТ, 1950. — 44 с.
- Коляда А. С., Глущенко Ю. Н., Белов А. Н., Быковская Н. В., Литвинова Е. А., Репш Н. В., Маркова Т. О. Происхождение русских названий растений Дальнего Востока. — Владивосток: Дальневосточный федеральный университет, 2017. — С. 60. — 128 с. — 100 экз.
- Никитин А. А. Технические растения / Под общей редакцией профессора М. М. Ильина. — М. Л.: Издательство Академии Наук СССР, 1950. — Т. 1. — С. 653—661. — 661 с. — (Растительное сырье СССР). — 2000 экз.
- Огиевский В. В. Технические и пищевые лесные деревья и кустарники. — М.: ГОСЛЕСБУМИЗДАТ, 1949. — С. 21—25. — 75 с.
- Соколов С. Я., Шипчинский Н. В. Род 6. Бархат — Phellodendron Rupr. // Деревья и кустарники СССР : дикорастущие, культивируемые и перспективные для интродукции : в 6 т. — М. ; Л. : Изд-во АН СССР, 1958. — Т. 4 : Покрытосеменные. Семейства Бобовые — Гранатовые / ред. С. Я. Соколов. — С. 240—242. — 976 с. — 2500 экз.
- Строгий А. А. Деревья и кустарники Дальнего Востока. — М.: ДАЛЬГИЗ, 1934. — С. 25—27. — 230 с.
- Трегубов Г. А. Об организации рубок ухода в естественных молодняках бархата амурского / Мамилов М. И.. — Хабаровск: Дальневосточный научно-исследовательский институт лесного хозяйства, 1958. — 11 с.
- Усенко Н. В. Деревья, кустарники и лианы Дальнего Востока. — Хабаровск: Хабаровское книжное издательство, 1984. — С. 135—137. — 272 с. — 20 000 экз.
- Харитонович Ф. Н. Древесные и кустарниковые породы для создания защитных лесных полос. — М.: ГОСЛЕСБУМИЗДАТ, 1949. — С. 90—92. — 112 с. — 7000 экз.
- Цымек А. А. Главнейшие лиственные породы Дальнего Востока. — Хабаровск: Дальневосточное государственное издательство, 1950. — С. 159—161. — 103—120 с. — 3000 экз.
- Шретер А. И. Лекарственная флора советского Дальнего Востока. — М.: Медицина, 1975. — С. 171. — 272 с. — 9000 экз.

### Статьи
- Гирник Д. В. Нектар с бархата амурского // Пчеловодство : журнал. — 1968. — № 5. — С. 38.
- Гордиенко М. И. Увеличить площадь насаждений амурского бархатного дерева // Пчеловодство : журнал. — 1960. — № 9. — С. 45—46.
- Корейша В. Г. Амурский бархат на Украине // Пчеловодство : журнал. — 1970. — № 5. — С. 11—12.
- Нечаев А. А. Медоносный пробконос // Пчеловодство : журнал. — 2015. — № 7. — С. 28—30. — ISSN 0369—8629.
- Пересветов А. С. О подмосковном бархатном дереве phellodendron amurense rupr. // Природа : журнал. — 1937. — № 6. — С. 96—98.
- Прогунков В. В. Медоносы юга Дальнего Востока // Пчеловодство : журнал. — 1987. — № 12. — С. 13—14.